# Фокин, Владимир Петрович (инженер)
Владимир Петрович Фокин (род. 29 ноября 1937 года в Миллерово) — советский и российский инженер, директор Новочеркасского электродного завода (1987—?). Кандидат технических наук.

## Биография
Владимир Фокин родился 29 ноября 1937 года в городе Миллерово, Ростовская область. С отличием окончил среднюю школу, а в 1960 году — Новочеркасский политехнический институт. Трудовую деятельность начал на Саратовском авиационном заводе. В 1963 году вернулся в Новочеркасск, в сентябре устроился на Новочеркасский электродный завод (ЭПМ-НЭЗ) инженером-конструктором цеха АТМ и химаппаратуры. С 1967 года был главным химиком завода, с 1973 года — главным инженером, а в 1987 году назначен директором, руководил предприятием более 20 лет. В настоящее время — заместитель генерального директора группы компаний ЭПМ по новой технике и технологиям.
За период руководства заводом Фокин сделал весомый вклад в его модернизацию. НЭЗ вошёл в число крупнейших, градообразующих предприятий Новочеркасска, стал самым большим европейским производителем углеродной продукции. Под началом Фокина и при его непосредственном участии налажены более рациональные схемы производства, введена в эксплуатацию новая техника (в частности, новые печи), освоены передовые технологии. Его научные разработки улучшили условия труда на вредном производстве — в цехе химанодов. В итоге увеличились объёмы производства продукции, улучшилось её качество. Продукция завода стала отправляться на экспорт в Германию, Италию, Австрию и за пределы Европы.
Фокин был председателем совета директоров предприятий города.
Награждён орденами Трудового Красного Знамени, «Знак Почёта», медалью «За трудовую доблесть», дипломом победителя Всероссийского конкурса «Карьера — 99», званиями заслуженный металлург Российской Федерации, почётный гражданин Новочеркасска (2000).